# Калининградский вагоностроительный завод
ОАО «Калинингра́дский вагонострои́тельный заво́д» — промышленное предприятие, расположенное в городе Калининграде и выпускающее вагоны для нужд железнодорожного транспорта. Завод являлся ведущим в СССР и России производителем думпкаров (саморазгружающихся вагонов).

## История
В ноябре 1945 года Совнарком СССР принял решение о восстановлении Кёнигсберга (ныне Калининград) и включении Вагоностроительный завод Леопольда Штайнфурта (нем. Waggonfabriek L. Steinfurt) в число предприятий Министерства транспортного машиностроения.
В январе 1946 года для восстановления бывшего немецкого вагоностроительного завода в Кёнигсберг прибыла первая группа советских инженеров и рабочих. В её состав вошли 6 руководителей, а также 150 рабочих и ИТР с Калининского вагоностроительного завода и 75 человек с Нижнетагильского завода. Сам завод получил название Калининградский вагоностроительный завод (КВЗ). Уже в апреле 1946 года на Калининградском вагоностроительном заводе были выпущены первые пять 20-тонных двухосных думпкаров.
Несмотря на плохое обеспечение стройматериалами, дефицит рабочей силы, отсутствия нового оборудования, станков, инструментов КВЗ смог восстановить производство. 

## Продукция
Завод производил следующую продукцию:
- думпкары;
- контейнеры для перевозки сыпучих и кусковых грузов;
- запасные части для старых поколений думпкаров собственного производства, а также для польских, чешских и румынских думпкаров;
- электропогрузчики, электротележки (сняты с производства).

Часть электропогрузчиков выпускается во взрывозащищённом исполнении для химической, нефтяной, газовой и других отраслей промышленности.

## Возможный музей и арт-пространство
В 2022 году было объявлено о возможности создания музея на базе части сооружений завода после того, как совместная заявка Вагонзавода и музея Фридландские ворота победила в грантовом конкурсе «Индустриальный эксперимент» Владимира Потанина. Предприятие можно считать важным объектом промышленного наследия, поскольку на нём сохранились не только образцы промышленной архитектуры, но и промышленного оборудования немецкого времени. В качестве первого этапа проекта планируется размещение в кузнечном цехе выставки, посвященный истории вагонзавода. В будущем рассматривается возможность создания музея, посвященного промышленности Кёнигсберга−Калининграда.
В мае 2023 года была представлена концепция арт-пространства на территории завода. Также по состоянию на 2023 год реализуется проект по созданию на заводе музея промышленности Кёнигсберга. В кузнечном цеху сохранилось двадцать станков немецкого и советского производства.
В мае 2025 года под руководством Михаила Карапыша проект был демонтирован вместе со зданием, оборудование разрезано на металл или продано. 